# Rodrigo Tot
Rodrigo Tot (né en 1958) est un agriculteur et un leader indigène au Guatemala.
Tot est un membre du peuple Q'eqchi, descendant des Mayas. Il a reçu le prix Goldman pour l'environnement en 2017 pour ses efforts visant à protéger les terres de sa communauté des dommages environnementaux causés par l'exploitation minière,.

## Enfance
Rodrigo Tot est né à Quiché, au Guatemala, juste avant la ruée vers l'exploitation minière des années 1960. Après avoir perdu ses deux parents, Tot est allé vivre avec sa famille élargie à Agua Caliente, à l'âge de 12 ans.

## Carrière
Pendant des décennies, l'exploitation minière du nickel a rejeté des métaux lourds rendant les eaux toxiques, dans la région de El Estor, sur les rives du lac Izabal, où beaucoup de Q'eqchi' avaient été déplacés. En 2006, les compagnies minières et le gouvernement ont décidé d'agrandir la zone d'exploitation vers la région d'Agua Caliente. Les gardes de sécurité des compagnies ont alors évacué illégalement les familles, et usé de violence à leur encontre.
Dans les années 1970, Tot a appris l'espagnol pour pouvoir communiquer avec les autorités et servir d'interprète à sa communauté. 
En 1985, Tot et 63 autres agriculteurs autochtones de sa communauté, ont reçu un titre de propriété pour travailler sur leur terres. Trois ans plus tard, cependant, les archives de ces titres ont disparu et, lorsque les derniers paiements pour le titre ont été effectués, les gens se sont vu refuser la propriété légale de la terre.
En 2004, deux ans après que les agriculteurs se soient vu refuser le droit à leurs terres, le gouvernement guatémaltèque a accordé une licence minière pour une région couvrant 16 communautés mayas. Après la prise de contrôle de la mine, les Q'eqchi' ont décidé de se battre pour leurs droits fonciers devant les tribunaux. Ils ont obtenu l'aide de l'Indian Law Resource Center et de la Defensoria Q'eqchi'. En 2011, le groupe a gagné son procès et la Cour constitutionnelle guatémaltèque a rendu une décision historique qui a reconnu les droits de propriété du peuple Q'eqchi'.
Rodrigo Tot a payé un lourd tribut personnel pour son activisme: en 2012, on a tiré sur deux de ses fils, dont l'un a été tué et l'autre gravement blessé. Mais la lutte de Tot et de sa communauté s'est poursuivie.
La Cour Inter-Américaine des Droits Humains a rendu en décembre 2023 un jugement en faveur de la communauté Q'eqchi', reconnaissant que le gouvernement guatémaltèque avait violé ses droits de propriété et l'obligation de les consulter sur le projet de mine.